# اوتینی-لو-پتی
اوتینی-لو-پتی (به فرانسوی: Autigny-le-Petit) یک کمون در فرانسه است که در اوت-مارن واقع شده‌است. اوتینی-لو-پتی ۲٫۵۳ کیلومتر مربع مساحت دارد ۱۷۷ متر بالاتر از سطح دریا واقع شده‌است.